# Dry Tortugas
|  | Per a altres significats, vegeu «Parc Nacional Dry Tortugas». |

Dry Tortugas, (literalment ‘tortugues seques’) són un petit grup d'illes situades al Golf de Mèxic a l'extrem dels Florida Keys, Estats Units, a uns 67 milles (108 km) a l'oest de Key West, i 37 milles (60 km) a l'oest de Marquesas Keys, que són les illes més a prop. El primer europeu a descobrir-les va ser Juan Ponce de León el 1513, que els va posar nom, sent el segon més antic que es conserva dels estats units, després de Florida. Formen el parc nacional Dry Tortugas National Park.

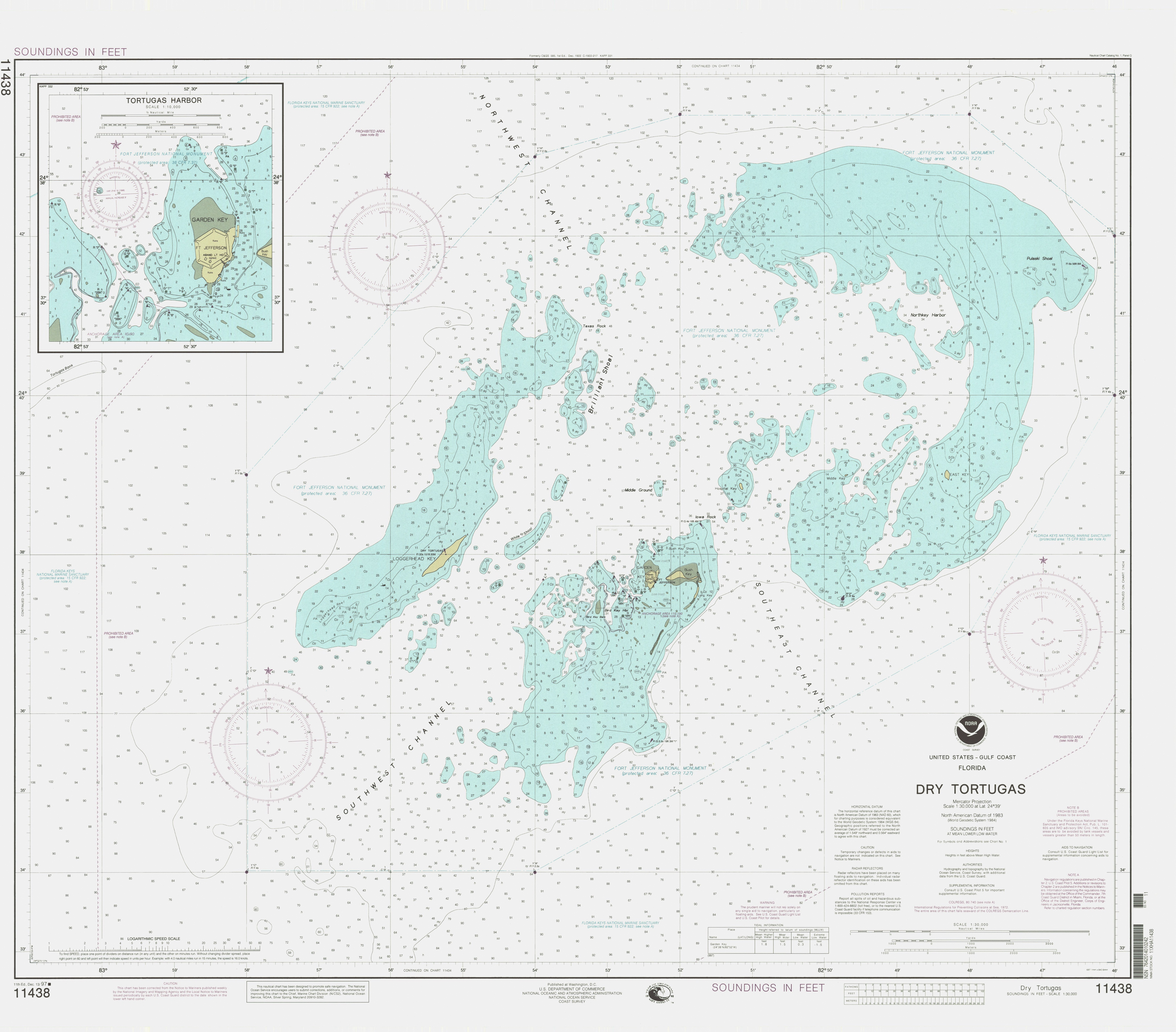
Carta nàutica

Els keys són baixos i irregulars. Alguns cais tenen manglars i altra vegetació mentre d'altres no tenen vegetació. Contínuament canvien de mida i de forma. Algunes de les illes apareixen i desapareixen al llarg del temps a conseqüència de l'impacte dels huracans.

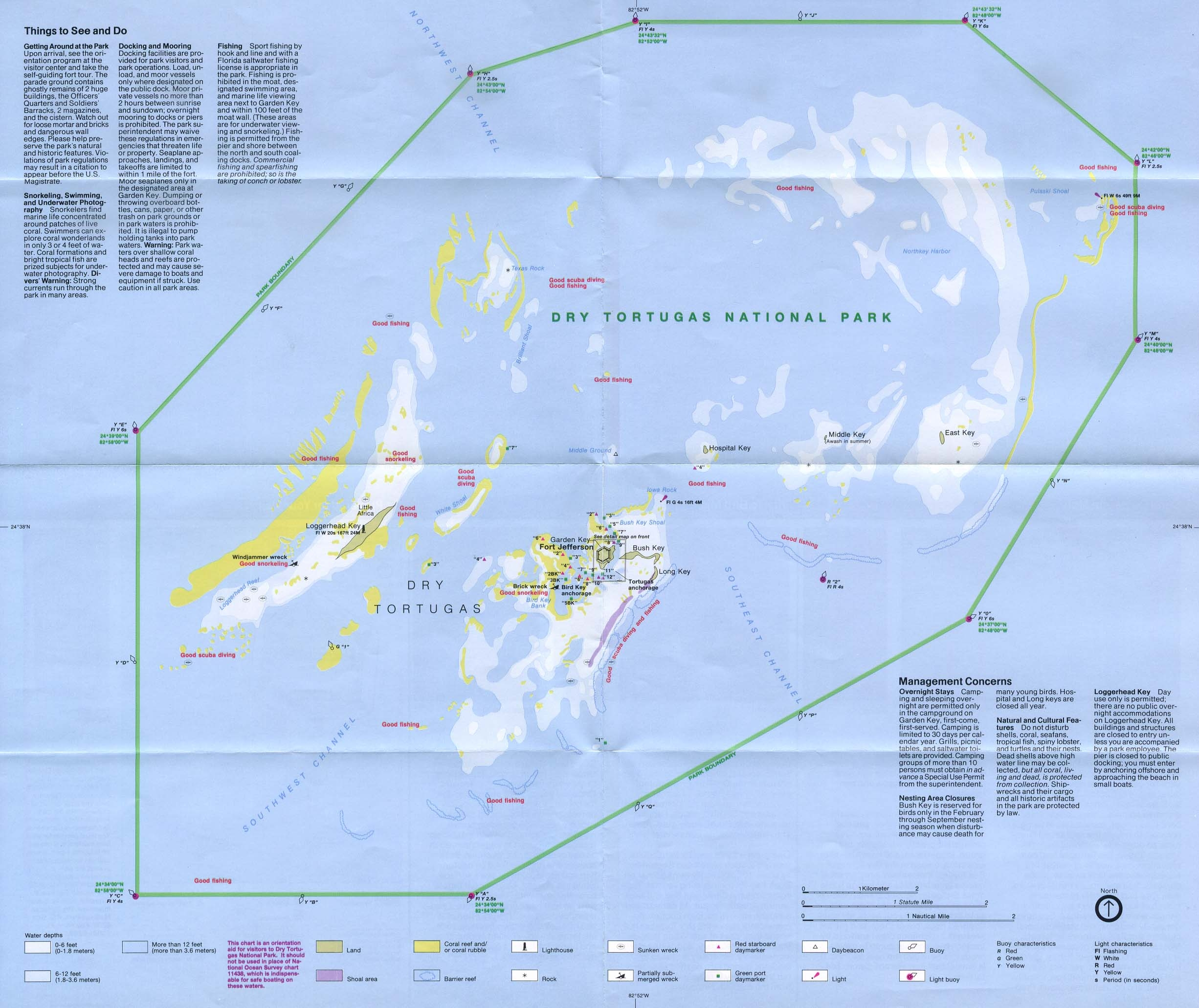
Mapa de Dry Tortugas

La superfície total de les illes, algunes de les quals només són barres de sorra, és d'uns 580,000 metres quadrats (143 acres). Hi ha 7 illots:
- Loggerhead Key, la més gran, amb 250 per 1200 metres de mida, amb una superfície de 260.000 m². Té el far Dry Tortugas lighthouse.[2]
- Garden Key, la segona més gran amb 170.000 m².
- Bush Key, la tercera més gran i anteriorment dita Hog Island 120.000 m².
- Long Key, amb 8.000 m²
- Hospital Key, anteriorment dita Middle Key o Sand Key. 4.000 m².
- Middle Key, amb 6.000 m², per canvis estacionals en la marea no sempre està per sobre de la superfície de l'aigua .
- East Key, amb 16.000 m²

Els tres cais més occidentals i que també són els més grans (Loggerhead Key, Garden Key, i Bush Key), conformen el 93% del total de la superfície de terra del grup.

Té un clima tropical, la seva temperatura mitjana anual és de 28,3 °C, el mes de gener té una temperatura mitjana de 23,1 °Cºi el mes de juliol de 32,8 °C. La pluviometria mitjana anual és de 925,1 litres, el mes més sec és maig amb 39,9 litres i el més plujós setembre amb 168,4